# Det berygtede Hus
Det berygtede Hus også distribueret som Nina er en dansk stum erotisk melodramafilm fra 1912 produceret af Nordisk Films Kompagni og instrueret af Urban Gad efter manuskript af Aage Schmidt. Filmens hovedrolle som den unge pige Nina, der uforvarende ender på et bordel i Sankt Petersborg, spilles af Lilly Lamprecht.
Filmen var en af flere film fra Nordisk Film om temaet "hvid slavehandel", der i disse år var voldsomt populært med film som bl.a. Den hvide slavehandel og Den hvide slavehandels sidste offer. Filmen blev da også af Nordisk Film betegnet som Den hvide Slavehandel nr. 3. Filmens vovede tema indebar, at børn ikke måtte overvære forestillingen.
Filmen havde dansk biografpremiere den 28. november 1912 i Kosmorama i København, og blev i tysktalende lande distribueret som Nina, Die weisse Sklavin No. 3 og i fransktalende lande som Nina, La traite blanche, 3ième part.
Filmen fik dansk repremiere i 1956, da Det Danske Filmmuseum viste filmen i en kavalkade af danske stumfilm fra Nordisk Film produceret i 1910'erne. I sin præsentation af filmen fremhævede Filmmuseet filmens scener med bordelmutteren spillet af Amanda Lund.

## Handling
Den unge kvinde, Nina, arbejder som visesangerinde på et københavnsk varieté-teater, men da hendes kontrakt udløber, står hun pludselig uden en indtægt til sig selv og sin gamle mor. Da hun ser en annonce i avisen, der søger sangerinder til et teater i Sankt Petersborg, slår Nina til – få uger efter rejser hun afsted. Det viser sig dog, at hun er blevet narret og hun havner i stedet på et berygtet bordel. Hun frygter, at alt håb er ude, men samtidig går hendes sømandskæreste i land i Skt. Petersborg og sætter alle sejl til for at finde sin Nina.

## Medvirkende
- Augusta Blad - Enkefru Søholm
- Richard Christensen - Løjtnant Svend Thomsen
- Lilly Lamprecht - Nina, enkefruens datter, visesangerske
- Viggo Lindstrøm - Artistagent og bordelvært Cohn
- Amanda Lund - Therese, bordelværtens kone
- Frederik Jacobsen
- Franz Skondrup